# جون ويليامز (لاعب كرة سلة مواليد 1966)
جون ويليامز (بالإنجليزية: John Williams)‏ مواليد 26 أكتوبر 1966 في لوس أنجلوس، هو لاعب كرة سلة أمريكي سابق. بدأ مسيرته الاحترافية في سنة 1986. تم اختياره من قبل فريق واشنطن ويزاردز خلال الدرافت. يبلغ طوله 6 قدم 8 بوصة (2.0 م). اعتزل اللعب في 2002. أحرز خلال مسيرته في الإن بي إيه 4406 نقطة بمعدل 10.1 نقاط في المباراة الواحدة.

## المسيرة الاحترافية
لعب مع واشنطن ويزاردز من سنة 1986 إلى 1991، ثم لعب مع لوس أنجلوس كليبرز من سنة 1992 إلى 1994، ثم لعب مع إنديانا بايسرز في موسم 1994–1995، ثم لعب مع غرناطة في موسم 1997–1998، ثم لعب مع باسكت مانريسا في الدوري الإسباني في موسم 1998–1999، ثم لعب مع بلد الوليد من سنة 2000 إلى 2002، ثم لعب مع أليكانتي في سنة 2002.

## روابط خارجية
- جون ويليامز على موقع إن بي أي (الإنجليزية)
- جون ويليامز على موقع سبورتس رفرنس (الإنجليزية)
- جون ويليامز على موقع الدوري الإسباني لكرة السلة (الإسبانية)
- جون ويليامز على موقع كرة السلة الأوروبية.كوم (الإنجليزية)
- جون ويليامز على موقع كلية كرة السلة في سبورتس رفرنس.كوم (الإنجليزية)
- جون ويليامز على موقع ريلجم (الإنجليزية)
- جون ويليامز على موقع بروبوليرز (الإنجليزية)
- جون ويليامز على موقع سبورتس رفرنس (الإنجليزية)